# Gelotia syringopalpis
Gelotia syringopalpis is een spinnensoort in de taxonomische indeling van de springspinnen (Salticidae).
Het dier behoort tot het geslacht Gelotia. De wetenschappelijke naam van de soort werd voor het eerst geldig gepubliceerd in 1984 door Fred R. Wanless.